# Partido Respublika de Kirguistán
Respublika es un partido político de Kirguistán. Su presidente y fundador es Omurbek Babanov, quien lo fundó en junio de 2010, poco tiempo después de la Revolución kirguisa que derrocó a Kurmanbek Bakíev. El partido se presentó en las elecciones parlamentarias de Kirguistán de 2010 haciendo hincapié en su campaña en cuanto a la diversidad étnica de Kirguistán.
Respublika recibió el 13% de los votos en las elecciones parlamentarias, dándole 23 de 120 escaños en el parlamento. Este resultado hizo de este partido partido el cuarto de los cinco partidos que superaron el umbral de apoyo del 5% de los votantes necesarios para entrar en el Parlamento. En las elecciones de 2015, se fusionó con el partido Ata-Zhurt, en una alianza en la que obtuvo 23 escaños.